# Ed Helms
Edward Parker Helms, detto Ed (Atlanta, 24 gennaio 1974), è un attore statunitense.

## Biografia
Conosciuto per la collaborazione con il The Daily Show, condotto da Jon Stewart, per aver interpretato il ruolo di Andy Bernard nella serie TV The Office e per quello di Stu Price nel film Una notte da leoni (2009). Nel 2017 ha partecipato al film The Clapper.
Ed Helms è nato e cresciuto ad Atlanta, Georgia, dopo aver frequentato la Westminster Schools e l'Oberlin College iniziò l'attività cinematografica come apprendista montatore in una struttura di post produzione a New York. Ed ha però raggiunto l'apice del suo successo nel 2009 con il ruolo di Stuart Price nel film Una notte da leoni 1.

## Filmografia

### Attore

#### Cinema
- Blackballed:The Bobby Dukes Story, regia di Brant Sersen (2004)
- I'Il Believe You, regia di Paul Francis Sullivan (2006)
- Un'impresa da Dio (Evan Almighty), regia di Tom Shadyac (2007)
- Walk Hard - La storia di Dewey Cox (Walk Hard: The Dewey Cox Story), regia di Jake Kasdan (2007)
- Semi-Pro, regia di Kent Alterman (2008)
- Piacere Dave (Meet Dave), regia di Brian Robbins (2008)
- Harold & Kumar - Due amici in fuga (Harold & Kumar Escape from Guantanamo Bay), regia di Jon Hurwitz e Hayden Schlossberg (2008)
- Lower Learning, regia di Mark Lafferty (2008)
- Il profumo del successo (The Smell of Success), regia di Larry Smith (2009)
- Una notte al museo 2 - La fuga (Night at the Museum: Battle of the Smithsonian), regia di Shawn Levy (2009)
- Una notte da leoni (The Hangover), regia di Todd Phillips (2009)
- La concessionaria più pazza d'America (The Goods: Live Hard, Sell Hard), regia di Neal Brennan (2009)
- Benvenuti a Cedar Rapids (Cedar Rapids), regia di Miguel Arteta (2011)
- Una notte da leoni 2 (The Hangover: Part II), regia di Todd Phillips (2011)
- A casa con Jeff (Jeff, Who Lives at Home), regia di Jay Duplass e Mark Duplass (2011)
- Una notte da leoni 3 (The Hangover: Part III), regia di Todd Phillips (2013)
- Come ti spaccio la famiglia (We're the Millers), regia di Rawson Marshall Thurber (2013)
- Stretch - Guida o muori (Stretch), regia di Joe Carnahan (2014)
- They Came Together, regia di David Wain (2014)
- Come ti rovino le vacanze (Vacation), regia di John Francis Daley e Jonathan M. Goldstein (2015)
- Natale all'improvviso (Love the Coopers), regia di Jessie Nelson (2015)
- 2 gran figli di... (Father Figures), regia di Lawrence Sher (2017)
- The Clapper, regia di Dito Montiel (2017)
- Lo scandalo Kennedy (Chappaquiddick), regia di John Curran (2017)
- Lo voglio... O forse no (I Do... Until I Don't), regia di Lake Bell (2017)
- Prendimi! (Tag), regia di Jeff Tomsic (2018)
- Animali da ufficio (Corporate Animals), regia di Patrick Brice (2019)
- Coffee & Kareem, regia di Michael Dowse (2020)
- Insieme per davvero (Together Together), regia di Nikole Beckwith (2021)
- Family Switch, regia di McG (2023)

#### Televisione
- The Office – serie TV, 145 episodi (2006-2013)
- Childrens Hospital – serie TV, 5 episodi (2008, 2010)
- Wilfred – serie TV, episodio 1x04 (2011)
- Brooklyn Nine-Nine, serie TV, episodio 2x08 (2014)
- I Muppet (The Muppets) – serie TV, episodio 1x04 (2015)
- Bear Grylls: Celebrity Edition – programma TV, puntata 2x04 (2015)
- Rutherford Falls - Amici per la vita (Rutherford Falls) – serie TV, 18 episodi (2021-2022)

### Doppiatore
- Mostri contro alieni (Monsters vs. Aliens), regia di Michael J. Wilson (2009)
- Lorax - Il guardiano della foresta (The Lorax), regia di Chris Renaud e Kyle Balda (2012)
- BoJack Horseman - Serie TV, 1 episodio (2015)
- Capitan Mutanda - Il film (Captain Underpants: The First Epic Movie), regia di David Soren (2017)
- Ron - Un amico fuori programma (Ron's Gone Wrong), regia di Sarah Smith e Jean-Philippe Vine (2021)

### Videoclip
- Mumford & Sons - Hopeless Wanderer, regia di Sam Jones (2013)
- Maroon 5 - Don't Wanna Know, regia di David Dobkin (2016)

## Doppiatori italiani
Nelle versioni in italiano delle opere in cui ha recitato, Ed Helms è stato doppiato da:
- Alessandro Quarta in Una notte da leoni, Una notte da leoni 2, Una notte da leoni 3, Come ti spaccio la famiglia, Bear Grylls: Celebrity Edition, Stretch - Guida o muori, Come ti rovino le vacanze, Natale all'improvviso, Due gran figli di..., Prendimi!, Animali da ufficio, Coffee and Kareem, Insieme per davvero, Rutherford Falls - Amici per la vita, Family switch.
- Sergio Lucchetti in La concessionaria più pazza d'America, A casa con Jeff, They Came Together
- Massimiliano Manfredi in Un'impresa da Dio, I Muppet
- Angelo Maggi in Piacere Dave
- Francesco Prando in Benvenuti a Cedar Rapids
- Luca Sandri in The Clapper
- Luigi Ferraro in Il profumo del successo
- Pasquale Anselmo in The Office
- Marco Balzarotti in Harold & Kumar - Due amici in fuga
- Roberto Draghetti in Brooklyn Nine-Nine
- Stefano Benassi in A Futile and Stupid Gesture

Da doppiatore è sostituito da:
- Marco Mengoni in Lorax - Il guardiano della foresta
- Massimiliano Manfredi in Capitan Mutanda - Il film
- Mauro Gravina in BoJack Horseman
- Sergio Lucchetti in Ron - Un amico fuori programma
- Guido Ruberto in Ugly Americans